# Happiness (película de 1998)
Happiness (distribuida sin traducción del título al español) es una película de comedia oscura independiente estadounidense de 1998 escrita y dirigida por Todd Solondz. Relata la vida de tres hermanas, sus familias y sus allegados. Recibió el Fipresci en el Festival de Cannes de ese año, por "su audaz exploración de temas contemporáneos controvertidos, ricos mensajes implícitos y sorprendente fluidez de estilo visual", y el reparto recibió el premio National Board of Review al mejor reparto coral.

## Argumento
Helen Jordan (Lara Flynn Boyle), la hermana más joven, es una exitosa escritora que es adorada y envidiada por la gente que conoce, y puede tener cualquier hombre que quiera. Pero su encantadora vida últimamente le provoca vacío, y rechaza el hecho de que la gente solo la quiera por su mística y que los elogios hacia ella sean desmerecidos. Trish (Cynthia Stevenson), la hermana del medio, es un ama de casa de clase media-alta felizmente casada con el psicólogo Bill Maplewood (Dylan Baker), con quien tiene tres hijos: Billy, Timmy y Chloe. Aunque Trish no lo sabe, Bill es un pedófilo: está obsesionado con un niño de once años, compañero de clase de su hijo Billy (Rufus Read), quien a su vez le hace preguntas constantes acerca de su propio desarrollo sexual: qué es el semen, qué es masturbarse, qué importancia tiene el tamaño del pene y otras. Joy (Jane Adams) es la hermana mayor, se dedica a la música y es vista por su familia como demasiado sensible y sin dirección en la vida. Trabaja como vendedora, pero deja el trabajo para dedicarse a algo más satisfactorio: enseñar en un centro de educación para inmigrantes. Sus alumnos la rechazan, porque su anterior profesora (ahora en huelga) era muy destacada, y comienza a sentirse vacía también en este trabajo; también se siente incómoda y deprimida con su vida personal, después de fracasar con su relación con Andy (Jon Lovitz). Finalmente, los padres de las tres hermanas, Mona (Louise Lasser) y Lenny (Ben Gazzara), se están separando después de 40 años de matrimonio, pero no se divorciarán. Lenny está aburrido con el matrimonio, pero no quiere comenzar otra relación, simplemente "quiere estar solo"; mientras Mona se las arregla con la idea de ser soltera, Lenny trata de reavivar su entusiasmo por la vida teniendo una aventura con una vecina.

## Reparto
- Jane Adams - Joy Jordan
- Elizabeth Ashley - Diane
- Dylan Baker - Bill Maplewood
- Lara Flynn Boyle - Helen Jordan
- Ben Gazzara - Lenny Jordan
- Jared Harris - Vlad
- Philip Seymour Hoffman - Allen
- Louise Lasser - Mona Jordan
- Jon Lovitz - Andrew "Andy" Kornbluth
- Camryn Manheim - Kristina
- Rufus Read - Billy Maplewood
- Cynthia Stevenson - Trish Maplewood
- Justin Elven - Timmy Maplewood
- Lila Glantzman-Leib - Chloe Maplewood
- Gerry Becker - el psiquiatra
- Arthur J. Nascarella - el detective Berman
- Molly Shannon - Nancy
- Ann Harada - Kay
- Douglas McGrath - Tom

## Crítica
En su crítica a la película, Roger Ebert escribió: "...los depravados solo están buscando lo que todos buscamos, pero con una falta de visión moral ordinaria (...) En una película que examina el extremo de la desesperación humana, hay una horripilante sugestión de que esos personajes podrían no ser grotescas excepciones, sino en realidad una parte de la humanidad." Le dio a la película cuatro estrellas sobre cuatro, y la colocó en el puesto número cinco de sus diez películas favoritas de 1998, y dijo además que "no es una película para la mayoría de la gente. Ciertamente es solo para adultos. Pero nos muestra a Todd Solondz como un cineasta que merece atención, que escucha la infelicidad en el aire y busca sus fuentes".

## Controversia y clasificación
La película fue muy controvertida debido a algunas de sus subtramas, fuertemente sexuales, especialmente en el personaje de Bill, un pederasta y violador, individuo tridimensional que sin embargo muestra cualidades positivas (escucha y es comprensivo con su hijo; es comprensivo respecto a una profesora de la escuela de su hijo, a quien todos quieren expulsar porque consume sustancias adictivas). En los Estados Unidos, la película se clasificó como NC-17 (sin admitir audiencias de menor de edad y 17) por la MPAA, lo que causó que tuviese una distribución limitada, además de dificultades publicitarias. Por esa razón, se renunció a la clasificación y se lanzó comercialmente sin clasificación alguna.

## Banda musical
La música de la película incluye:
- el tema de la película, escrita por Robbie Kondor;
- la canción homónima de la película, Happiness, escrita por Eytan Mirsky; la actriz Jane Adams la canta en una de las escenas; Michael Stipe y Rain Phoenix la cantan durante los créditos;

Durante la película se escucha también:
- Soave sia il vento, de Così fan tutte, de Wolfgang Amadeus Mozart;
- Concierto para guitarra en re mayor, de Antonio Vivaldi;
- Réquiem, de Wolfgang Amadeus Mozart;
- Concierto para piano, de Samuel Barber (1.º y 2.º movimientos);
- "Mandy", compuesta por Richard Kerr y Scott English e interpretada por Barry Manilow;
- "You Light Up My Life", escrita por Joe Brooks e interpretada por  Mantovani y por Anatoly Aleshin;
- "All Out of Love", de la autoría de Graham Russell y Clive Davis e interpretada por Air Supply;
- "Eternal Lighthouse", compuesta e interpretada por Vladimir Mozenkov, letra de Yevgeny Davidov;